# 416273 Glennsnyder
416273 Glennsnyder è un asteroide della fascia principale. Scoperto nel 2003, presenta un'orbita caratterizzata da un semiasse maggiore pari a 2,6003644 au e da un'eccentricità di 0,1899912, inclinata di 13,66051° rispetto all'eclittica.